# Seznam filmov Paramount Pictures
Seznam filmov v produkciji in/ali distribuciji ameriškega studia Paramount Pictures začetku leta 1912.

## 1910.
- Les Amours de la Reine Élisabeth (1912), njihov sploh prvi film
- Aristokracija (1914)
- Snobi (1915)

## 1920.
- Dr. Jekyll and Mr. Hyde (1920), temelji na romanu Robert Louis Stevenson.
- Deset zapovedi (1923), njihov prvi barvni (oz. dvobarvni) film z nekaj Technicolorjevimi dvobarvnimi inserti
- Wanderer of the Wasteland (1924), njihov prvi barvni (oz. dvobarvni) film v celoti Technicolororjev, sedaj tega filma ni več v arhivih
- Krila (1927), njihov prvi delno zvočni film (glasba, efekti), edini nemi film z oskarjem za najboljši film
- The Wedding March (1928), njihov prvi dvobarvni Technicolor film, ki je hkrati zvočen (glasba, efekti)
- Redskin (1928)
- Interference (1928), njihov prvi zvočno-govorni film

## 1930.
- The Vagabond king (1930), njihov prvi zvočno-govorni, hkrati barvni (dvobarvni) Technicolorjev
- Monkey Business (1931), sedaj pravice ima Universal Studios
- Dr. Jekyll and Mr. Hyde (1931), temelji na The Strange Case of Dr. Jekyll and Mr. Hyde z Robert Louis Stevenson. MGM kupila pravice za film v povezavi z Vladom leta 1941 (različica zaigral Spencer Tracy). Zdaj v lasti Warner Bros.
- Shanghai Express (1932)

## 1940.
- Kleopatra (1934)
- The Palm Beach Story (1942)
- Holiday Inn (1942), lasti Universal.
- Road to Utopia (1946)
- Modra Dalija (1946)
- Samson in Delilah (1949)

## 1950.
- Bulevar somraka (1950)
- The Greatest Show on Earth (1952)
- Vojna svetov (1953)
- Rimske počitnice (1953)
- White Christmas (1954)
- Deset zapovedi (1956)
- Vojna in mir (1956)
- Vrtoglavica (1958), eden od štirih filmov Alfred Hitchcock v Paramount, katerih pravice vrnila k režiser po osmih letih javnost. Trenutno razdelil Universal.

## 1960.
- Psycho (1960), distributer, lasti Universal.
- Jack Razparač (1960)
- Veličastni Tarzan (1960), pravice, ki so v lasti Warner Bros.
- Blue Hawaii (1961)
- Zajtrk pri Tiffanyu (1961)
- Moja Gejša (1962)
- Mož, ki je ustrelil Liberty Valance (1962)
- Trčeni profesor (1963)
- Propad Rimskega imperija (1964)
- Robinson Crusoe on Mars (1964)
- A Charlie Brown Christmas (1965), pravice, ki so zdaj v lasti 20th Century Fox
- Psihopat (1966), distribucija samo ZDA
- Charlie Brown's All Stars! (1966), pravice, ki so zdaj v lasti 20th Century Fox
- It's the Great Pumpkin, Charlie Brown (1966), pravice, ki so zdaj v lasti 20th Century Fox
- El Dorado (1967)
- Tarzan in velika reka (1967)
- The Penthouse (1967), distribucija samo ZDA
- You're in Love, Charlie Brown (1967), pravice, ki so zdaj v lasti 20th Century Fox
- Bilo je nekoč na Zahodu (1968), ameriško-italijanska produkcija
- Rosemarijin otrok (1968)
- He's Your Dog, Charlie Brown (1968), pravice, ki so zdaj v lasti 20th Century Fox
- It Was a Short Summer, Charlie Brown (1969), pravice, ki so zdaj v lasti 20th Century Fox

## 1970.
- Waterloo (1970) (distribucija samo ZDA)
- Willy Wonka and the Chocolate Factory (1971), distributer, koprodukcija z Wolper Productions, pravice, ki so v lasti Warner Bros.
- Play It Again, Charlie Brown (1971), pravice, ki so zdaj v lasti 20th Century Fox
- Boter (1972), (in dve nadaljevanji)
- You're Not Elected, Charlie Brown (1972), pravice, ki so zdaj v lasti 20th Century Fox
- There's No Time for Love, Charlie Brown (1973), pravice, ki so zdaj v lasti 20th Century Fox
- A Charlie Brown Thanksgiving (1973), pravice, ki so zdaj v lasti 20th Century Fox
- Chinatown (1974)
- Veliki Gatsby (1974)
- It's a Mystery, Charlie Brown (1974), pravice, ki so zdaj v lasti 20th Century Fox
- It's the Easter Beagle, Charlie Brown! (1974), pravice, ki so zdaj v lasti 20th Century Fox
- Nashville (1975)
- Be My Valentine, Charlie Brown (1975), pravice, ki so zdaj v lasti 20th Century Fox
- You're a Good Sport, Charlie Brown (1975), pravice, ki so zdaj v lasti 20th Century Fox
- King Kong (1976), ko-produkcija z DeLaurentiis Productions
- It's Arbor Day, Charlie Brown (1976), pravice, ki so zdaj v lasti 20th Century Fox
- Vročica sobotne noči (1977)
- It's Your First Kiss, Charlie Brown (1977), pravice, ki so zdaj v lasti 20th Century Fox
- Briljantina (1978)
- Sgt. Pepper's Lonely Hearts Club Band (1978), samo mednarodna distribucija
- What a Nightmare, Charlie Brown (1978), pravice, ki so zdaj v lasti 20th Century Fox
- Zvezdne steze: Film (1979), in devet nadaljevanj
- You're the Greatest, Charlie Brown (1979), pravice, ki so zdaj v lasti 20th Century Fox

## 1980.
- Letalo! (1980)
- Bon Voyage, Charlie Brown (1980)
- Človek slon (1980) (distribucija za ZDA)
- Petek trinajstega (1980), in sedem nadaljevanj
- Navadni ljudje (1980)
- Popaj (1980), koprodukcija z Walt Disney Productions
- She's a Good Skate, Charlie Brown (1980), pravice, ki so zdaj v lasti 20th Century Fox
- Life is a Circus, Charlie Brown (1980), pravice, ki so zdaj v lasti 20th Century Fox
- Letalo 2: nadaljevanje (1982)
- Indiana Jones in lov za izgubljenim zakladom (1981), pravice, ki zdaj lasti Disney, čeprav Paramount še vedno v lasti distribucijskih pravic, in tri nadaljevanja
- It's Magic, Charlie Brown (1981), pravice, ki so zdaj v lasti 20th Century Fox
- Someday You'll Find Her, Charlie Brown (1981), pravice, ki so zdaj v lasti 20th Century Fox
- A Charlie Brown Celebration (1981), pravice, ki so zdaj v lasti 20th Century Fox
- Briljantina 2 (1982)
- Staying Alive (1983)
- Flashdance (1983)
- Is This Goodbye, Charlie Brown? (1983), pravice, ki so zdaj v lasti 20th Century Fox
- It's an Adventure, Charlie Brown (1983), pravice, ki so zdaj v lasti 20th Century Fox
- What Have We Learned, Charlie Brown? (1983), pravice, ki so zdaj v lasti 20th Century Fox
- You're a Good Man, Charlie Brown (1983), pravice, ki so zdaj v lasti 20th Century Fox
- Valley Girl (1983), distributer, kodistribucija s Atlantic Releasing Corporation, pravice, ki so zdaj v lasti MGM
- Policaj z Beverly Hillsa (1984), in dve nadaljevanji
- Footloose (1984)
- It's Flashbeagle, Charlie Brown (1984), pravice, ki so zdaj v lasti 20th Century Fox
- 1984 (1984), distributer, kodistribucija s Atlantic Releasing Corporation, pravice, ki so zdaj v lasti MGM
- Night of the Comet (1984), distributer, kodistribucija s Atlantic Releasing Corporation, pravice, ki so zdaj v lasti MGM
- D.A.R.Y.L. (1985), koprodukcija z Columbia Pictures
- Mladi Sherlock Holmes (1985), koprodukcija z Amblin Entertainment
- Clue (1985)
- Silver Bullet (1985)
- Snoopy's Getting Married, Charlie Brown (1985), pravice, ki so zdaj v lasti 20th Century Fox
- Happy New Year, Charlie Brown (1985), pravice, ki so zdaj v lasti 20th Century Fox
- Teen Wolf (1985), distributer, kodistribucija s Atlantic Releasing Corporation, pravice, ki so zdaj v lasti MGM
- Water (1985), distributer, kodistribucija s Atlantic Releasing Corporation in koprodukcija z Handmade Films
- Starchaser: The Legend of Orin (1985), kodistribucija s Atlantic Releasing Corporation, ki so zdaj v lasti MGM
- He-Man and She-Ra: The Secret of the Sword (1985), distributer, kodistribucija s Atlantic Releasing Corporation in koprodukcija z Filmation
- The Adventures of Mark Twain (1985), distributer, kodistribucija s Atlantic Releasing Corporation in koprodukcija z Clubhouse Pictures in Will Vinton Productions
- Krokodil Dundee (1986), koprodukcija z 20th Century Fox, in dve nadaljevanji
- Top Gun (1986)
- Nutcracker: The Motion Picture (1986), distributer, kodistribucija s Atlantic Releasing Corporation, pravice, ki so zdaj v lasti MGM
- Modern Girls (1986), distributer, kodistribucija s Atlantic Releasing Corporation, pravice, ki so zdaj v lasti MGM
- The Adventures of the American Rabbit (1986), distributer, kodistribucija s Atlantic Releasing Corporation in koprodukcija z Clubhouse Pictures, pravice, ki so zdaj v lasti MGM
- Heathcliff: The Movie (1986), distributer, kodistribucija s Atlantic Releasing Corporation in koprodukcija z Clubhouse Pictures in DIC Entertainment
- GoBots: Battle of the Rock Lords (1986), distributer, kodistribucija s Atlantic Releasing Corporation in koprodukcija z Clubhouse Pictures, Hanna-Barbera Productions in Tonka
- Fatal Attraction (1987)
- Teen Wolf Too (1987), distributer, kodistribucija s Atlantic Releasing Corporation, pravice, ki so zdaj v lasti MGM
- The Garbage Pail Kids Movie (1987), distributer, kodistribucija s Atlantic Releasing Corporation, pravice, ki so zdaj v lasti MGM
- A Tiger's Tale (1987), distributer, kodistribucija s Atlantic Releasing Corporation
- Gola pištola (1988)
- Snoopy: The Musical (1988), pravice, ki so zdaj v lasti 20th Century Fox
- It's the Girl in the Red Truck, Charlie Brown (1988), pravice, ki so zdaj v lasti 20th Century Fox
- A World Apart (1988), distributer, kodistribucija s Atlantic Releasing Corporation, pravice, ki so zdaj v lasti MGM
- Cop (1988), distributer, kodistribucija s Atlantic Releasing Corporation, pravice, ki so zdaj v lasti MGM
- Shirley Valentine (1989)
- Major League (1989), koprodukcija z Morgan Creek, pravice, ki so zdaj v lasti Revolution Studios

## 1990.
- Days of Thunder (1990)
- Ghost (1990)
- Lov na rdeči oktober (1990)
- Graveyard Shift (1990), koprodukcija z Columbia Pictures
- Why, Charlie Brown, Why? (1990), pravice, ki so zdaj v lasti 20th Century Fox
- Addams Family (1991)
- The Naked Gun 2½: Vonj po strahu (1991)
- Snoopy's Reunion (1991), pravice, ki so zdaj v lasti 20th Century Fox
- Wayneov svet (1992)
- It's Spring Training, Charlie Brown! (1992), pravice, ki so zdaj v lasti 20th Century Fox
- It's Christmastime Again, Charlie Brown (1992), pravice, ki so zdaj v lasti 20th Century Fox
- Addams Family Values (1993)
- Wayneov svet 2 (1993)
- You're in the Super Bowl, Charlie Brown! (1993), pravice, ki so zdaj v lasti 20th Century Fox
- Gola pištola 33⅓: Zadnja žalitev (1994)
- Forrest Gump (1994)
- Lassie (1994)
- Pogumno srce (1995), dobitnik oskarja za najboljšo sliko. US distributer, koprodukcija z 20th Century Fox, Icon Productions in The Ladd Company
- Bradyjeva klapa (1995)
- The Indian in the Cupboard (1995), koprodukcija z Columbia Pictures
- Sabrina (1995)
- Beavis and Butt-head Do America (1996), koprodukcija z The Geffen Film Company in MTV Films
- Misija: Nemogoče (1996), in dve nadaljevanji
- Fantom (1996)
- It Was My Best Birthday Ever, Charlie Brown! (1996), pravice, ki so zdaj v lasti 20th Century Fox
- Brez obraza (1997), ko-produkcija z Touchstone Pictures
- Titanik (1997), ko-produkcija z 20th Century Fox in Lightstorm Entertainment)
- Reševanje vojaka Ryana (1998), koprodukcija z DreamWorks Pictures
- Trumanov show (1998)
- Hči od splošno (1999)

## 2000.
- Shaft (2000)
- It's the Pied Piper, Charlie Brown (2000), pravice, ki so zdaj v lasti 20th Century Fox
- Lara Croft: Tomb Raider (2001), koprodukcija z Mutual Film Company in Lawrence Gordon Productions
- Zoolander (2001), koprodukcija z Village Roadshow Pictures in VH1 Films
- Vanilla Nebo (2001)
- Vsota vseh strahov (2002)
- A Charlie Brown Valentine (2002), pravice, ki so zdaj v lasti 20th Century Fox
- Charlie Brown's Christmas Tales (2002), pravice, ki so zdaj v lasti 20th Century Fox
- Lucy Must Be Traded, Charlie Brown (2003), pravice, ki so zdaj v lasti 20th Century Fox
- I Want a Dog for Christmas, Charlie Brown (2003), pravice, ki so zdaj v lasti 20th Century Fox
- Vojna svetov (2005), ko-produkcija z DreamWorks Pictures in Amblin Entertainment
- Dreamgirls (2006), koprodukcija z DreamWorks Pictures
- He's a Bully, Charlie Brown (2006), pravice, ki so zdaj v lasti 20th Century Fox
- Zvezdni prah (2007)
- Transformerji (2007), koprodukcija z DreamWorks Pictures in Hasbro
- Ljubezen Guru (2008)
- Petek trinajstega (2009), ko-produkcija z New Line Cinema
- Zvezdne steze (2009)
- Transformerji 2: Maščevanje padlih (2009) koprodukcija z DreamWorks Pictures in Hasbro
- G.I. Joe: Vzpon Kobre (2009) koprodukcija z Hasbro
- Paranormal Dejavnost (2009)
- Krasno Kosti (2009), distributor, koprodukcija z DreamWorks Pictures, FilmFour in WingNut Films
- Primer 39 (2009)

## 2010.
- Titanik 3-D (2012), ko-produkcija z 20th Century Fox in Lightstorm Entertainment)
- Nindža želve (2014), koprodukcija z Nickelodeon Movies in Mirage Studios, remake New Line Cinema filma iz leta 1990